# Воєводяса
Воєводяса (рум. Voievodeasa) — село у повіті Сучава в Румунії. Входить до складу комуни Сучевіца.

## Розташування
Село заходиться на відстані 374 км на північ від Бухареста, 41 км на північний захід від Сучави.

## Історія
За переписом 1900 року в селі Фірстенталь Радівецького повіту були 197 будинків, проживали 1152 мешканці: 1 румун, 1101 німець, 47 євреїв, 2 поляки.

## Населення
За даними перепису населення 2002 року у селі проживали 1219 осіб. Рідною мовою 1218 осіб (99,9%) назвали румунську.
Національний склад населення села:
| Національність | Кількість осіб | Відсоток |
| -------------- | -------------- | -------- |
| румуни         | 999            | 82,0%    |
| цигани         | 213            | 17,5%    |
| німці          | 7              | 0,6%     |